# Sant Tomàs de Fluvià
Sant Tomàs de Fluvià es una localidad española del municipio de Torroella de Fluviá, perteneciente a la provincia de Gerona, en la comunidad autónoma de Cataluña.

## Toponimia
El nombre del lugar puede encontrarse referido con las variantes Santo Tomas de Fluviá y Sant Tomàs de Fluvià.

## Historia
Hacia mediados del siglo XIX, el lugar, ya por entonces perteneciente a Torroella de Fluviá, tenía contabilizada una población de 59 habitantes. Aparece descrito en el decimotercer volumen del Diccionario geográfico-estadístico-histórico de España y sus posesiones de Ultramar de Pascual Madoz de la siguiente manera:

SANTO TOMAS DE FLUVIÁ: l. en la prov. y dióc. de Gerona, part. jud. de Figueras, aud. terr. y c. g. de Barcelona, ayunt. de Torroella de Fluviá. sit. á la márg. izq. del r. de su nombre, con buena ventilacion y clima sano; las enfermedades comunes son fiebres intermitentes. Tiene 25 casas y una igl. parr. (Sto. Tomás), servida por un cura de ingreso, de provision real y ordinaria. El térm. confina con Sta. Eulalia de Palau, Vilamacolum, San Miguel de Fluviá, Vilarroban, mediante el r., y Arenis de Ampurdá. El terreno es llano, de buena calidad ; le fertiliza el r. mencionado y le cruzan varios caminos locales. prod.: cereales, legumbres, frutas y hortalizas; cria algun ganado y caza de diferentes especies, y pesca de barbos y anguilas. pobl.: 11 vec., 59 alm. cap. prod.: 1.117.200 rs. imp.: 27,930.
(Madoz, 1849, p. 841)

En 2022, la entidad singular de población tenía empadronados 33 habitantes y el núcleo de población 29 habitantes.

## Patrimonio
En la localidad se encuentra la iglesia de Santo Tomás.